# Liste der Ausrüstung des ukrainischen Heeres
Die Liste der Ausrüstung des ukrainischen Heeres listet Ausrüstungsgegenstände auf, welche sich derzeit im Dienst des ukrainischen Heeres befinden. Aufgrund des laufenden Krieges in der Ukraine können Anzahl und Versionen der Ausrüstungsgegenstände von der Auflistung abweichen.

## Fahrzeuge

### Kampfpanzer
| Typ          | Bild | Herkunft                                               | Version                                              | Anzahl         | Anmerkungen |
| ------------ | ---- | ------------------------------------------------------ | ---------------------------------------------------- | -------------- | --- |
| T-55         |      | Sowjetunion Slowenien Israel                           | T-55M-55S                                            | 2028           | 20 Einheiten eingelagert. Im Rahmen eines Ringtausches lieferte Slowenien im Oktober 2022 28 M-55S Panzer an die Ukraine. |
| T-62         |      | Sowjetunion                                            | T-62 obr. 1967T-62M obr. 2022T-62MV                  | 134110         | Durch die Ukraine von Russland erbeutet |
| T-64         |      | Sowjetunion Ukraine                                    | T-64BV modT-64BM                                     | 385235100      | 578 weitere Panzer eingelagert. Wie viele für den Krieg wieder einsatzbereit gemacht wurden, ist unklar. |
| T-72         |      | Sowjetunion Ukraine Tschechoslowakei Polen Jugoslawien | T-72AV/ B1T-72AV modT-72AMTT-72M/ M1/ M1RPT-91M-84A4 | 824473826030   | Weitere 500 Panzer eingelagert, 045 Fahrzeuge nach Überholung durch Niederlande finanziert, 045 Fahrzeuge nach Überholung durch USA finanziert280 T-72M / M1 / M1R durch Polen geliefert 062 T-72M / M1 / M1R durch Tschechien geliefert 025 T-72M / M1 / M1R durch Dänemark geliefert 015 T-72M / M1 / M1R durch Niederlande geliefert060 PT-91 durch Polen geliefert030 M-84A4 durch Kroatien geliefert |
| T-80         |      | Sowjetunion                                            | T-80BVT-80BVkT-80UT-80UKT-80UE-1T-80BVM obr. 2022    | 77014301043005 | Durch die Ukraine von Russland erbeutet |
| T-84         |      | Ukraine                                                | T-84U                                                | 5              | |
| T-90         |      | Russland                                               | T-90AT-90AKT-90ST-90M                                | 10010107       | Durch die Ukraine von Russland erbeutet |
| Challenger 2 |      | Vereinigtes Königreich                                 |                                                      | 14             | Von Großbritannien geliefert |
| Leopard 1    |      | Deutschland                                            | Leopard 1A5                                          | 142            | 62 durch Dänemark geliefert 42 durch Deutschland geliefert 37 durch die Niederlande geliefert 01 durch Belgien geliefert |
| Leopard 2    |      | Deutschland                                            | Leopard 2A4 Leopard 2A6Strv 122                      | 732110         | 29 Leopard 2A4 durch Spanien geliefert 14 Leopard 2A4 durch Polen geliefert 08 Leopard 2A4 durch Kanada geliefert 08 Leopard 2A4 durch Norwegen geliefert 07 Leopard 2A4 durch Dänemark geliefert 07 Leopard 2A4 durch Niederlande geliefert18 Leopard 2A6 durch Deutschland geliefert 03 Leopard 2A6 durch Portugal geliefert10 Strv 122 durch Schweden geliefert                                        |
| M1 Abrams    |      | Vereinigte Staaten                                     | M1A1                                                 | 4931           | Durch Australien geliefertDurch die Vereinigten Staaten geliefert |

### Spähpanzer
| Typ       | Bild | Herkunft    | Version               | Anzahl  | Anmerkungen              |
| --------- | ---- | ----------- | --------------------- | ------- | ------------------------ |
| BRDM-2    |      | Sowjetunion | BRDM-2BRDM-2L1BRDM-2T | 3278025 |                          |
| BMP-1     |      | Sowjetunion | BRM-1K                | 115     |                          |
| AMX-10 RC |      | Frankreich  |                       | 38      | Von Frankreich geliefert |

### Schützenpanzer
| Typ       | Bild | Herkunft                                   | Version                     | Anzahl    | Anmerkungen |
| --------- | ---- | ------------------------------------------ | --------------------------- | --------- | --- |
| BMP-1     |      | Sowjetunion Ukraine Polen Tschechoslowakei | BMP-1AKBVP-1 / BWP-1PBV-501 | 213131+56 | Fahrzeuge in verschiedenen Varianten von Tschechien (131), Griechenland (60), Polen (42) und der Slowakei (30) geliefert. |
| BMP-2     |      | Sowjetunion                                |                             | 890       | 80 Fahrzeuge von Dänemark geliefert und 255 von Russland erbeutet.                                                        |
| BMP-3     |      | Sowjetunion                                | BMP-3BMP-3 obr. 2020        | 5312      | Durch die Ukraine von Russland erbeutet.                                                                                  |
| BTR-3     |      | Ukraine                                    | BTR-3DABTR-3E1              | 54+6+     | |
| BTR-4     |      | Ukraine                                    | BTR-4E                      | 45        | |
| BVP M-80  |      | Jugoslawien                                | M80A                        | 65        | Von Slowenien (35) und Kroatien (30) geliefert.                                                                           |
| Marder    |      | Deutschland                                |                             | 140       | Von Deutschland geliefert, weitere 25 Fahrzeuge in Vorbereitung.                                                          |
| GTK Boxer |      | Deutschland                                | RTC-30                      | 0         | AiTO30 FDC (Radschützenpanzer RCT-30 mit mobiler Feuerleitstelle), Deutschland plant die Lieferung von 9 Fahrzeugen.      |
| Pbv 302   |      | Schweden                                   |                             | ≈200      | Von Schweden geliefert.                                                                                                   |
| CV90      |      | Schweden                                   |                             | 50        | Von Schweden geliefert.                                                                                                   |
| Bradley   |      | Vereinigte Staaten                         |                             | 301       | Von den USA geliefert. |
| Stryker   |      | Vereinigte Staaten                         |                             | 400       | Von den USA geliefert. |

### Mannschaftstransporter
| Typ           | Bild         | Herkunft               | Version                  | Anzahl    | Anmerkungen |
| ------------- | ------------ | ---------------------- | ------------------------ | --------- | --- |
| MT-LB         |              | Sowjetunion            | MT-LBMT-LB-SMT-LB-U9P149 | 45+7031?  | Mehrere Fahrzeuge wurden von den russischen Streitkräften erobert und wieder einsatzfähig gemacht. Von 2016 bis 2020 wurden mehrere Sanitätsfahrzeuge geliefert. |
| BMD           |              | Sowjetunion            | BTR-DBMD-1BMD-2          | 15        | Mehrere Fahrzeuge in verschiedenen Varianten wurden von den russischen Streitkräften erbeutet und werden nun von der Ukraine genutzt.                            |
| BTR-60        |              | Sowjetunion            |                          | 5         | Mehrere Fahrzeuge in verschiedenen Varianten wurden von den russischen Streitkräften erbeutet und werden nun von der Ukraine genutzt.                            |
| BTR-70        |              | Sowjetunion            |                          | 215       | Mehrere Fahrzeuge in verschiedenen Varianten wurden von den russischen Streitkräften erbeutet und werden nun von der Ukraine genutzt.                            |
| BTR-80        |              | Sowjetunion            |                          | 102       | Mehrere Fahrzeuge in verschiedenen Varianten wurden von den russischen Streitkräften erbeutet und werden nun von der Ukraine genutzt.                            |
| VAB           |              | Frankreich             |                          | 250       | Von Frankreich geliefert. |
| GM LAV        |              | Kanada                 | LAV 6.0 ACSV             | 39        | Von Kanada geliefert. |
| Sisu Pasi     |              | Finnland               |                          | 8+        | Vermutlich von Finnland geliefert. |
| Patria 6×6    | Beispielbild | Finnland Lettland      |                          | 42        | Von Lettland geliefert. |
| YPR-765       |              | Niederlande            |                          | 269       | Von den Niederlanden in verschiedenen Varianten geliefert. |
| FV103 Spartan |              | Vereinigtes Königreich |                          | 35        | Vom Vereinigten Königreich beschafft. |
| M113          |              | Vereinigte Staaten     | M113M113G3DKM113AS4M577  | 900+5414? | Von den USA, Dänemark, Portugal, Litauen und Australien geliefert.                                                                                               |
| M1117         | Beispielbild | Vereinigte Staaten     |                          | 400       | Von den USA geliefert. |
| Bronco        | Beispielbild | Singapur               | Warthog                  | 26        | Von Deutschland geliefert, in den Varianten (Führung: 11; Bergung: 5; Sanität: 10)                                                                               |

### Geschützte Fahrzeuge
| Typ                   | Bild               | Herkunft                         | Version             | Anzahl | Anmerkungen |
| --------------------- | ------------------ | -------------------------------- | ------------------- | ------ | --- |
| Kosak                 |                    | Ukraine                          | Kosak-2             | 240+   | [ 17 ] |
| Novator               |                    | Ukraine                          | Novator-1 Novator-2 | 100+   | [ 18 ] |
| Varta                 |                    | Ukraine                          | Varta-1 Varta-2     | 200+   | |
| UAT-TISA              |                    | Ukraine                          |                     |        | [ 19 ] |
| Bushmaster            |                    | Australien                       |                     | 90     | Von Australien gespendet.                                                                                       |
| Roshel Senator        | Roshel Senator APC | Kanada                           |                     | 1700+  | [ 22 ] |
| Iveco LMV             |                    | Italien Russland                 | LMVLMV Rys          | 394?   | 394 von Belgien (380) und Norwegen (14) geliefert. Des Weiteren wurden mehrere Fahrzeuge von Russland erbeutet. |
| Dzik                  |                    | Polen                            | Dzik-2              | 1+     | Polen lieferte eine unbekannte Anzahl dieser Fahrzeuge.                                                         |
| URO VAMTAC            |                    | Spanien                          |                     | 20     | Von Spanien in die Ukraine gebracht.                                                                            |
| Saxon                 |                    | Vereinigtes Königreich           |                     | 75     | Darunter 15 Sanitätsfahrzeuge.                                                                                  |
| Snatch Land Rover     |                    | Vereinigtes Königreich           |                     |        | Wurden als Sanitätsfahrzeuge von Lettland geliefert.                                                            |
| Mamba                 |                    | Südafrika Vereinigtes Königreich | Alvis 4             | 7      | Aus Reaktion gegen den Krieg von Estland geliefert.                                                             |
| Cougar                |                    | Südafrika Vereinigte Staaten     | MastiffWolfhound    | 120    | Fahrzeuge wurden vom Vereinigten Königreich beschafft.                                                          |
| International MXT-MV  |                    | Vereinigte Staaten               | Husky TSV           | 120    | Fahrzeuge wurden vom Vereinigten Königreich beschafft.                                                          |
| HMMWV                 |                    | Vereinigte Staaten               |                     | 5000+  | [ 30 ] |
| International MaxxPro |                    | Vereinigte Staaten               | MaxxPro Plus M1224  | 462    | 440 von den Vereinigten Staaten und 22 von Albanien geliefert.                                                  |
| BATT UMG              |                    | Vereinigte Staaten               | APCMRAP             | 66+203 | 189 Fahrzeuge (66 APC und 179 MRAP) von Deutschland geliefert, weitere 221 MRAP in Vorbereitung.                |
| GAZ-2975 Tigr         |                    | Russland                         | TigrTigr-M          | 2+28+  | Mehrere Fahrzeuge wurden erbeutet und in ukrainischen Dienst gestellt.                                          |
| KamAZ-63968           |                    | Russland                         | TaifunTaifun-K      | 3+2+   | Mehrere Fahrzeuge wurden erbeutet und in ukrainischen Dienst gestellt.                                          |
| KamAZ-53949           |                    | Russland                         |                     | 3+     | Mehrere Fahrzeuge wurden erbeutet und in ukrainischen Dienst gestellt.                                          |
| ATF Dingo             |                    | Deutschland                      |                     | 50     | Von Deutschland geliefert.                                                                                      |

### Pionier- und Bergepanzer
| Typ           | Bild | Herkunft               | Version        | Anzahl | Anmerkungen |
| ------------- | ---- | ---------------------- | -------------- | ------ | --- |
| BAT-2         |      | Sowjetunion            |                | 53     | |
| IMR-2         |      | Sowjetunion            |                |        | [ 32 ] |
| MDK-3         |      | Sowjetunion            |                |        | Grabenfräse. |
| PZM-2         |      | Sowjetunion            |                |        | |
| BREM-1        |      | Sowjetunion            | BREM-1BREM-1M  | 102    | |
| BREM-2        |      | Sowjetunion            |                |        | |
| BREM-64       |      | Sowjetunion            |                |        | |
| BTS-4         |      | Sowjetunion            |                | 22+    | Einige wurden kürzlich in der Ukraine generalsaniert. |
| BREM-84       |      | Ukraine                |                | 1+     | Seit 2018 in Serienproduktion. |
| FV106 Samson  |      | Vereinigtes Königreich |                |        | [ 12 ] |
| BPz2          |      | Deutschland            | BPz2A2WiSENT I | 3065   | Basisfahrzeug Leopard 1; BPz2A2: 28 von Deutschland geliefert, weitere 5 in Vorbereitung, 2 von Norwegen geliefertWiSENT I: 65 von Deutschland geliefert |
| BPz3 Büffel   |      | Deutschland            |                | 3      | Basisfahrzeug Leopard 2; 2 von Deutschland geliefert, 1 von Kanada geliefert                                                                             |
| PiPz2A1 Dachs |      | Deutschland            |                | 14     | Basisfahrzeug Leopard 1; 12 von Deutschland geliefert 02 von Norwegen geliefert                                                                          |

### Brückenlegepanzer
| Typ         | Bild | Herkunft    | Version | Anzahl | Anmerkungen |
| ----------- | ---- | ----------- | ------- | ------ | --- |
| MTU-20      |      | Sowjetunion |         |        | |
| PMP         |      | Sowjetunion |         |        | [ 33 ] |
| TMM-3       |      | Sowjetunion | TMM-3M1 |        | [ 33 ] |
| BrLPz Biber |      | Deutschland |         | 32+    | Basisfahrzeug Leopard 1; 27 von Deutschland geliefert 05 von Niederlande geliefert unbekannte Anzahl von Dänemark geliefert |

## Panzer- und Flugabwehrwaffen

### Panzerabwehrlenkwaffen
| Typ           | Bild | Herkunft               | Anmerkungen |
| ------------- | ---- | ---------------------- | --- |
| 9K111 Fagot   |      | Sowjetunion            | |
| 9K113 Konkurs |      | Sowjetunion            | |
| Skif          |      | Ukraine                | |
| RK-3 Corsar   |      | Ukraine                | |
| Javelin       |      | Vereinigte Staaten     | Das System ist schon seit 2018 im Dienst der Ukrainischen Streitkräfte. Zusammen mit den NLAW wurden im Jahr 2022 6900 Raketen von Großbritannien und 6500 von den Vereinigten Staaten geliefert. |
| NLAW          |      | Schweden               | Zusammen mit den Javelin wurden 6900 Raketen von Großbritannien geliefert. |
| MILAN         |      | Frankreich Deutschland | Von Frankreich geliefert. |
| Akeron MP     |      | Frankreich             | Von Frankreich geliefert. |

### Rückstoßfreie Panzerabwehrhandwaffen
| Typ                | Bild | Herkunft           | Anmerkungen                                                                |
| ------------------ | ---- | ------------------ | -------------------------------------------------------------------------- |
| Matador            |      | Deutschland        | 16.000 Waffen von Deutschland geliefert.                                   |
| Panzerfaust 3      |      | Deutschland        | 900 Griffstücke und 3000 Patronen von Deutschland geliefert.               |
| Bunkerfaust 3      |      | Deutschland        | 15 Griffstücke und 50 Patronen von Deutschland geliefert.                  |
| FFV Carl Gustaf M2 |      | Schweden           | 100 Griffstücke und 2000 Patronen von Kanada geliefert.                    |
| AT4                |      | Schweden           | 15.000 wurden von Schweden geliefert, 1.002 von Frankreich.                |
| M141 SMAW-D        |      | Vereinigte Staaten | 100+ von den Vereinigten Staaten im Januar 2022 geliefert.                 |
| PSRL-1             |      | Vereinigte Staaten | 2017 von der Ukraine gekauft.                                              |
| M72 LAW            |      | Vereinigte Staaten | 4500 wurden von Kanada, 4000 von Norwegen und 2700 von Dänemark gespendet. |
| Instalaza C90      |      | Spanien            | Von Spanien wurden 1370 Systeme an die Ukraine geliefert.                  |
| Alcotán-100        |      | Spanien            | Von Spanien wurden 1370 Systeme an die Ukraine geliefert.                  |
| RPG-7              |      | Sowjetunion        | [ 50 ] [ 51 ]                                                              |
| RPG-16             |      | Sowjetunion        | [ 50 ] [ 51 ]                                                              |
| RPG-18             |      | Sowjetunion        | [ 50 ] [ 51 ]                                                              |
| RPG-22             |      | Sowjetunion        | [ 50 ] [ 51 ]                                                              |
| RPG-27             |      | Sowjetunion        | [ 50 ] [ 51 ]                                                              |
| RPG-30             |      | Sowjetunion        | [ 50 ] [ 51 ]                                                              |
| RPG-75             |      | Tschechoslowakei   | [ 52 ]                                                                     |
| RPG-76 Komar       |      | Polen              | Von Polen gespendet.                                                       |

### MANPADS
| Typ            | Bild | Herkunft               | Anmerkungen |
| -------------- | ---- | ---------------------- | --- |
| FIM-92 Stinger |      | Vereinigte Staaten     | 500 von Deutschland, 2000+ von den Vereinigten Staaten, 300 von Dänemark geliefert. Schon vor dem Krieg lieferten Litauen und Lettland die Raketen an die Ukraine. |
| Thales LMM     |      | Vereinigtes Königreich | Von Großbritannien geliefert. |
| Starstreak HVM |      | Vereinigtes Königreich | Von Großbritannien geliefert. |
| Mistral        |      | Frankreich             | Von Frankreich und Norwegen geliefert. |
| PPZR Piorun    |      | Polen                  | Von Polen geliefert. |
| RBS-70         |      | Schweden               | [ 62 ] [ 63 ] |
| 9K32 Strela-2  |      | Sowjetunion            | 2700 Raketen von Deutschland geliefert. |
| 9K38 Igla      |      | Sowjetunion            | [ 64 ] |

### Flugabwehrraketensysteme
| Typ             | Bild | Herkunft                       | Version        | Anzahl | Anmerkungen |
| --------------- | ---- | ------------------------------ | -------------- | ------ | --- |
| S-300           |      | Sowjetunion                    | S-300WS-300PMU |        | Die einzige S-300PMU-Batterie, die die Slowakei hatte, wurde im April 2022 an die Ukraine übergeben.                           |
| 9K330 Tor       |      | Sowjetunion                    | Tor-M          | 6      | |
| 9K35 Strela-10  |      | Sowjetunion                    |                |        | |
| 9K33 Osa        |      | Sowjetunion                    | Osa-AKM        |        | |
| 2K22 Tunguska   |      | Sowjetunion                    |                | 75     | |
| IRIS-T SLM      |      | Deutschland                    |                | 6      | Von Deutschland geliefert, weitere 6 in Vorbereitung.                                                                          |
| IRIS-T SLS      |      | Deutschland                    |                | 5      | Von Deutschland geliefert, weitere 7 in Vorbereitung.                                                                          |
| NASAMS          |      | Vereinigte Staaten Norwegen    |                | 12     | Von den USA geliefert. |
| MIM-23 HAWK     |      | Vereinigte Staaten             |                | 6      | Das erste dieser Systeme wurde im Dezember 2022 von Spanien geliefert.                                                         |
| MIM-104 Patriot |      | Vereinigte Staaten Deutschland |                | 4      | 1 System von den USA, 3 Systeme von Deutschland geliefert.                                                                     |
| Aspide          |      | Italien                        |                | 1      | Von Spanien geliefert. |
| SAMP/T          |      | Italien Frankreich             |                | 1      | Von Italien geliefert. |
| 96K6 Panzir     |      | Sowjetunion Russland           |                | 3+     | Bis Mitte November 2022 erbeutete die Ukraine mindestens 3 dieser Flugabwehrraketensysteme von den gegnerischen Streitkräften. |

### Flugabwehrpanzer
| Typ              | Bild | Herkunft    | Version       | Anzahl | Anmerkungen                                                         |
| ---------------- | ---- | ----------- | ------------- | ------ | ------------------------------------------------------------------- |
| ZSU-23-4 Schilka |      | Sowjetunion | ZSU-23-4M-A   |        | 2017 wurden die Panzer von der Ukraine modernisiert.                |
| Gepard           |      | Deutschland | GepardCheetah | 528    | 60 Fahrzeuge von Deutschland geliefert, weitere 10 in Vorbereitung. |
| BOV              |      | Jugoslawien | BOV-3         | ?      | von Slowenien geliefert.                                            |

### Flugabwehrgeschütze
| Typ                | Bild | Herkunft    | Anmerkungen                                                                |
| ------------------ | ---- | ----------- | -------------------------------------------------------------------------- |
| SU-23              |      | Sowjetunion | Viele Geschütze wurden auf Lastwagen oder Mannschaftstransporter montiert. |
| S-60               |      | Sowjetunion |                                                                            |
| KDG-Revolverkanone |      | Deutschland | 2 Systeme Oerlikon Skynex, weitere 2 Systeme in Vorbereitung.              |

## Artillerie

### Panzerartillerie
| Typ           | Bild | Herkunft                             | Version                                      | Anzahl   | Anmerkungen |
| ------------- | ---- | ------------------------------------ | -------------------------------------------- | -------- | --- |
| 2S1 Gwosdika  |      | Sowjetunion                          |                                              | 292      | |
| 2S3 Akazija   |      | Sowjetunion                          |                                              | 249      | |
| 2S5 Giazint-S |      | Sowjetunion                          |                                              | 18       | |
| 2S7 Pion      |      | Sowjetunion                          |                                              | 13+      | Bis zu 83 weitere eingelagert. |
| 2S19 Msta-S   |      | Sowjetunion                          |                                              | 35       | |
| 2S22 Bohdana  |      | Ukraine                              | Bohdana 1.0Bohdana 2.0Bohdana 3.0Bohdana 4.0 | 154+     | Stand April 2025 wurden nach ukrainischen Angaben 36 Exemplare pro Monat gefertigt. Die Haubitze kann alle NATO-Standardmunitionsarten des Kalibers 155mm verschießen und wird auf unterschiedlichen Lkw-Fahrgestellen eingesetzt. |
| PzH 2000      |      | Deutschland                          |                                              | 39       | 25 von Deutschland geliefert, weitere 19 in Vorbereitung, 8 von den Niederlanden geliefert, 6 von Italien geliefert. |
| RCH 155       |      | Deutschland                          |                                              | 0        | Deutschland plant die Lieferung von 54 Radhaubitzen. |
| DANA          |      | Tschechoslowakei Tschechien Slowakei | DANA vz. 77DANA M2DITAZuzana 2               | ?30+1524 | 030 DANA M2 (152 mm) durch Tschechien geliefert,15 DITA (155 mm) durch die Niederlande geliefert,08 Zuzana 2 (155 mm) durch die Slowakei geliefert, 16 Zuzana 2 (155 mm) durch Deutschland / Dänemark / Norwegen geliefert         |
| CAESAR        |      | Frankreich                           | CAESAR 6×6CAESAR 8×8                         | 74       | 54 von Frankreich, 19 von Dänemark und 1 von Luxemburg geliefert. |
| AHS Krab      |      | Polen                                |                                              | 74       | Von Polen geliefert bzw. bestellt. |
| M109          |      | Vereinigte Staaten                   | M109A3GNM109A4BEM109A5Ö                      | 134      | 60 Fahrzeuge durch Italien geliefert 28 Fahrzeuge durch das Vereinigte Königreich geliefert 22 Fahrzeuge durch Norwegen geliefert 18 Fahrzeuge durch die Vereinigten Staaten geliefert 06 Fahrzeuge durch Lettland geliefert       |
| Archer        |      | Schweden                             |                                              | 8        | Von Schweden geliefert. |
| AS90          |      | Vereinigtes Königreich               |                                              | 66       | Von Großbritannien geliefert. |

### Mehrfachraketenwerfer
| Typ               | Bild | Herkunft            | Version       | Anzahl | Anmerkungen |
| ----------------- | ---- | ------------------- | ------------- | ------ | --- |
| BM-21 Grad        |      | Sowjetunion         |               | 185    | Aus alten Rohren wurde ein neues System auf einem Anhänger montiert. |
| BM-27 Uragan      |      | Sowjetunion         |               | 70     | |
| BM-30 Smertsch    |      | Sowjetunion         |               | 81     | |
| Wilcha            |      | Ukraine             |               |        | |
| Bureviy           |      | Ukraine             |               |        | [ 81 ] |
| S-8 Raketenwerfer |      | Ukraine Sowjetunion |               |        | Improvisierte Raketenwerfer auf Pickups montiert. |
| RM-70             |      | Tschechoslowakei    | RM-70 Vampire | 12     | Von Tschechien geliefert. |
| HIMARS            |      | Vereinigte Staaten  | M142          | 44     | 41 Werfer von den USA geliefert, 03 Werfer von Deutschland geliefert. |
| MLRS              |      | Vereinigte Staaten  | M270MARS II   | 28     | 05 Werfer MARS II von Deutschland geliefert, 11 Werfer M270 von Norwegen geliefert, 06 Werfer M270 von Großbritannien geliefert, 04 Werfer M270 von Frankreich geliefert, 02 Werfer M270 von Italien geliefert. |

### Boden-Boden-Raketen
| Typ           | Bild | Herkunft    | Version | Anzahl | Anmerkungen |
| ------------- | ---- | ----------- | ------- | ------ | --- |
| 9K79 Totschka |      | Sowjetunion |         | 90     | |
| Hrim-2        |      | Ukraine     |         |        | Neuentwickeltes System welches sich noch in Erprobung befindet. Militärexperten schätzen, dass dieses System zum Angriff auf den Luftwaffenstützpunkt Saky, im August 2022, verwendet wurde. |

### Haubitzen
| Typ            | Bild | Herkunft                                      | Kaliber | Version          | Anzahl | Anmerkungen                                                                                      |
| -------------- | ---- | --------------------------------------------- | ------- | ---------------- | ------ | ------------------------------------------------------------------------------------------------ |
| D-30           |      | Sowjetunion                                   | 122 mm  |                  | 75     |                                                                                                  |
| 2A36           |      | Sowjetunion                                   | 152 mm  |                  | 180    |                                                                                                  |
| 2A65           |      | Sowjetunion                                   | 152 mm  |                  | 130    |                                                                                                  |
| D-20           |      | Sowjetunion                                   | 152 mm  |                  | 130+   |                                                                                                  |
| Modell 56      |      | Italien                                       | 105 mm  |                  | 6      | Von Spanien geliefert.                                                                           |
| M101           |      | Vereinigte Staaten                            | 105 mm  | M101A1           |        | Von Litauen geliefert.                                                                           |
| L118 Light Gun |      | Vereinigtes Königreich                        | 105 mm  | L119M119         | 36+    | Von Großbritannien und den Vereinigten Staaten geliefert.                                        |
| M777           |      | Vereinigtes Königreich                        | 155 mm  | M777M777A2M777C1 | 208    | 198 von den Vereinigten Staaten geliefert, 06 von Australien geliefert, 04 von Kanada geliefert. |
| FH155-1        |      | BR Deutschland Italien Vereinigtes Königreich | 155 mm  |                  | 34     | 24 von Estland geliefert, 10 von Italien geliefert.                                              |
| TRF1           |      | Frankreich                                    | 155 mm  |                  | 15     | Von Frankreich geliefert.                                                                        |
| 2P22 Bohdana   |      | Ukraine                                       | 155 mm  |                  | 1+     | Geschütz der 2S22 Bohdana-Selbstfahrlafette auf Basis der 2A36 Giazint-B-Lafette                 |

### Kanonen
| Typ  | Bild | Herkunft    | Kaliber | Anzahl | Anmerkungen                |
| ---- | ---- | ----------- | ------- | ------ | -------------------------- |
| D-44 |      | Sowjetunion | 85 mm   |        | Wurden auf MT-LB montiert. |
| D-48 |      | Sowjetunion | 85 mm   |        | [ 88 ]                     |
| T-12 |      | Sowjetunion | 100 mm  | 500+   |                            |
| 2B16 |      | Sowjetunion | 120 mm  | 2      |                            |

### Mörser
| Typ             | Bild | Herkunft    | Kaliber | Anzahl | Anmerkungen          |
| --------------- | ---- | ----------- | ------- | ------ | -------------------- |
| 2S12 Sani       |      | Sowjetunion | 120 mm  | 190    |                      |
| M1943           |      | Sowjetunion | 120 mm  | 30     |                      |
| KBA-118         |      | Ukraine     | 60 mm   |        | [ 89 ]               |
| M60-16 Kamerton |      | Ukraine     | 60 mm   |        | [ 90 ]               |
| KBA-48M         |      | Ukraine     | 82 mm   |        | [ 90 ]               |
| M120-15 Molot   |      | Ukraine     | 120 mm  | 120    |                      |
| LMP-2017        |      | Polen       | 60 mm   |        | Von Polen gespendet. |

## Luftfahrzeuge

### Hubschrauber
| Typ       | Bild | Herkunft    | Funktion              | Version | Anzahl | Anmerkungen |
| --------- | ---- | ----------- | --------------------- | ------- | ------ | ----------- |
| Mil Mi-2  |      | Sowjetunion | Schulungshubschrauber |         | 12     | [ 92 ]      |
| Mil Mi-8  |      | Sowjetunion | Mehrzweckhubschrauber |         | 58     | [ 92 ]      |
| Mil Mi-24 |      | Sowjetunion | Kampfhubschrauber     |         | 39     | [ 92 ]      |

### Aufklärungsdrohnen
| Typ                       | Bild | Herkunft                       | Version   | Anzahl | Anmerkungen                                                                                              |
| ------------------------- | ---- | ------------------------------ | --------- | ------ | --- |
| UkrSpecSystems PD-2       |      | Ukraine                        |           |        | [ 93 ]                                                                                                   |
| Leleka-100                |      | Ukraine                        |           |        | [ 94 ]                                                                                                   |
| AeroVironment RQ-11 Raven |      | Vereinigte Staaten             | RQ-11B    | 72     | Schon 2016 von den Vereinigten Staaten geliefert.                                                        |
| AeroVironment RQ-20 Puma  |      | Vereinigte Staaten             |           |        | Von den Vereinigten Staaten geliefert.                                                                   |
| Boeing ScanEagle          |      | Vereinigte Staaten             |           |        | 15 Stück sollen von den Vereinigten Staaten geliefert werden.                                            |
| Baykar Bayraktar Mini UAV |      | Türkei                         |           |        | [ 97 ]                                                                                                   |
| AtlasPro                  |      | Lettland                       |           | 300    | Wurden von einer Organisation für die Streitkräfte beschafft.                                            |
| WB Electronics FlyEye     |      | Polen                          |           | 20     | Durch eine öffentliche Spendenaktion finanziert.                                                         |
| DJI Matrice 300           |      | Volksrepublik China            |           | 78     | Durch eine öffentliche Spendenaktion finanziert.                                                         |
| DJI Mavic 3               |      | Volksrepublik China            |           |        | [ 100 ]                                                                                                  |
| DJI Phantom 3             |      | Volksrepublik China            |           |        | [ 100 ]                                                                                                  |
| Autel EVO 2               |      | Volksrepublik China            |           |        | [ 100 ]                                                                                                  |
| Parrot Anafi              |      | Frankreich/ Vereinigte Staaten | Anafi USA |        | [ 100 ]                                                                                                  |
| Sky-Watch RQ-35 Heidrun   |      | Dänemark                       |           | 709+   | Von Dänemark (25), Deutschland (684) und den Niederlanden geliefert, weitere 30 Systeme in Vorbereitung. |
| Vector & Scorpion         |      | Deutschland                    | Vector    | 619    | Von Deutschland geliefert, weitere 316 Systeme in Vorbereitung.                                          |
| Songbird                  |      | Deutschland                    |           | 211    | Von Deutschland geliefert, weitere 332 Systeme in Vorbereitung.                                          |
| Primoco ONE               |      | Tschechien                     |           | 24     | Von Deutschland (18) und Luxemburg (6) geliefert.                                                        |

### Loitering Weapons
| Typ                       | Bild | Herkunft           | Version         | Anzahl | Anmerkungen |
| ------------------------- | ---- | ------------------ | --------------- | ------ | --- |
| DefendTex D40             |      | Australien         |                 |        | Australien möchte 300 Einheiten liefern. |
| Phoenix Ghost             |      | Vereinigte Staaten |                 | ~700   | Von den Vereinigten Staaten geliefert. |
| AeroVironment Switchblade |      | Vereinigte Staaten | Switchblade 300 |        | Von den Vereinigten Staaten geliefert. |
| Anduril Altius-M          |      | Vereinigte Staaten | 600M700M        |        | Von den Vereinigten Staaten und Großbritannien geliefert. |
| WB Electronics Warmate    |      | Polen              |                 |        | Durch eine öffentliche Spendenaktion sollen beide Drohnentypen finanziert werden. Laut Berichten ist die Warmate bei den Streitkräften der Ukraine schon im Einsatz. |
| UJ-23 Topaz               |      | Ukraine            |                 |        | Durch eine öffentliche Spendenaktion sollen beide Drohnentypen finanziert werden. Laut Berichten ist die Warmate bei den Streitkräften der Ukraine schon im Einsatz. |
| DeViRo Bulava             |      | Ukraine            |                 |        | Wird unter anderem in Tschechien gefertigt. |

## Radare
| Typ           | Bild         | Herkunft                                      | Funktion                   | Version | Anzahl | Anmerkungen |
| ------------- | ------------ | --------------------------------------------- | -------------------------- | ------- | ------ | --- |
| COBRA         |              | Deutschland Frankreich Vereinigtes Königreich | Artillerieaufklärungsradar |         | 1      | Von Deutschland geliefert. |
| AN/TPQ-36     | Beispielbild | Vereinigte Staaten                            | Artillerieaufklärungsradar |         | 20     | 2015 wurden der Ukraine die ersten 2 Systeme geliefert. In Folge des Krieges wurden von den Vereinigten Staaten 13 und von den Niederlanden 5 weitere geliefert. |
| AN/TPQ-48     |              | Vereinigte Staaten                            | Artillerieaufklärungsradar |         | 20     | Ende 2014 von den Vereinigten Staaten geliefert. |
| AN/TPQ-49     |              | Vereinigte Staaten                            | Artillerieaufklärungsradar |         |        | 2016 von den Vereinigten Staaten geliefert. |
| TRML-4D       |              | Deutschland                                   | Luftraumüberwachungsradar  |         | 16     | Von Deutschland geliefert. |
| ST-68U        |              | Ukraine                                       | Luftraumüberwachungsradar  | 35D6M   |        | [ 113 ] |
| AN/MPQ-64     |              | Vereinigte Staaten                            | Luftraumüberwachungsradar  |         | ~21    | Von den Vereinigten Staaten geliefert. |
| Thales Squire |              | Niederlande                                   | Bodenüberwachungsradar     |         | 2      | Von den Niederlanden geliefert. |